# Adélaïde de Hongrie
Adélaïde de Hongrie, ou Adelheid, née en 1045 et morte le 27 janvier 1062, était la fille d'André Ier de Hongrie et la seconde épouse de Vratislav II de Bohême. Membre de la dynastie Árpád, elle est la mère de Bretislav II de Bohême et de Judith Premyslid. Dans le cadre de son mariage, établi en 1057, Adélaïde devient duchesse de Bohême lors du décès du frère aîné de son époux. 